# Полевица овсяная
Полевица овсяная (лат. Agrostis avenacea) — вид травянистых растений из рода полевица подсемейства Мятликовые семейства Злаки.

## Распространение
Полевица овсяная является эндемиком для Австралии, Новой Зеландии и тропических островов Тихого океана от Новой Гвинеи до острова Пасхи, также на Гавайских островах. В то же время как инвазионный вид она встречается на Американском континенте, в США — на территории штатов Калифорния (близ Сан-Диего), Техас, Южная Каролина и Огайо.
Английские общеупотребительные названия растения — Pacific bent grass («полевица тихоокеанская») и New Zealand wind grass («новозеландская ветровка»).

## Описание
Полевица овсяная является кустистым многолетним травянистым растением, достигающим в высоту 65 см. Соцветия у него сложного типа (метёлка). На конце каждой из тонких цветоножек находится колосок, с мелкими, пушистыми цветками. Величина этих цветков обычно не превышает 2—3 мм.